# William Herbert, 6:e earl av Pembroke
William Herbert, 6:e earl av Pembroke, 3:e earl av Montgomery, född omkring 1641, död den 8 juli 1674, var en engelsk adelsman och politiker, som ärvde titlarna den 11 december 1669 vid faderns död.
Han var uppvuxen i Wiltshire på Wilton House, som son till Philip Herbert, 5:e earl av Pembroke, i dennes äktenskap med Penelope Naunton, dotter till sir Robert Naunton. Hans mor dog före 1647, när han var ett litet barn.
I september 1658 fick han ett pass, så att han kunde resa utomlands. Han var parlamentsledamot för Glamorgan från 1661 och till dess att han övergick till överhuset 1669. Efter att ha ärvt faderns stora egendomar fick han ett betydande inflytande över valen på många ställen, men hade få möjligheter att utnyttja detta, eftersom Kavaljerparlamentet satt mellan 1661 och 1679. 
Från 1665 till 1674 var han Custos rotulorum i Wiltshire. Pembroke dog ogift och ärvdes av sin halvbror, som liksom fadern och farfadern hette Philip Herbert.